# كامل سونميز
كامل سونميز (بالتركية: Kamil Sönmez)‏ هو مغني وممثل تركي، ولد في 4 مارس 1947 في بيرشمبيه في تركيا، وتوفي في 20 ديسمبر 2012 في شيشلي في تركيا بسبب قصور كلوي. من الجوائز التي نالها جائزة فنان الدولة ‏.

## جوائز
- جائزة فنان الدولة [الإنجليزية]‏

## وصلات خارجية
- كامل سونميز على موقع IMDb (الإنجليزية)
- كامل سونميز على موقع ميوزك برينز (الإنجليزية)
- كامل سونميز على موقع أول موفي (الإنجليزية)